# Gontran fiancé courageux
Gontran fiancé courageux è un cortometraggio del 1911 diretto da Lucien Nonguet.